# جشمة سنغين (سيلتان)
جشمة سنغين (بالفارسية: چشمه سنگین) هي قرية تقع في إيران في قسم سيلتان الريفي. يقدر عدد سكانها بـ 117 نسمة بحسب إحصاء 2016.